# Матюшино (Лаишевский район)
Матюшино — деревня в Лаишевском районе Татарстана. Административный центр и единственный населенный пункт Матюшинского сельского поселения.

## География
Находится в западной части Татарстана на расстоянии приблизительно 11 км по прямой на юг-юго-запад от Казани на берегу Куйбышевского водохранилища.

## История
Известна с 1648—1650-х годов как Матюшин Починок. Упоминалась также как Матышкино. В XVIII веке здесь была Ильинская церковь.

## Население
| 2002 | 2012 | 2013 | 2014 | 2015 | 2016 | 2017 |
| ---- | ---- | ---- | ---- | ---- | ---- | ---- |
| 140  | ↘135 | ↗137 | ↗141 | ↗151 | ↗156 | ↗161 |

Постоянных жителей было: в 1782 году — 53 души мужского пола, в 1859—154, в 1897—204, в 1908—272, в 1920—435, в 1926—401, в 1949—350, в 1958—542, в 1979—181, в 1989—185.

## Транспорт
Прямые автобусное сообщение с Казанью было открыто в первой половине 1980-х годов — маршрут № 112 соединял Матюшино с улицей Шаляпина. С середины 2010-х до Матюшино ходит автобус № 102 от станции метро «Суконная слобода».
К югу от деревни проходит трасса строящейся автомагистрали М12 с мостом через Волгу.